# RV-Tauri-Stern
RV Tauri-Sterne sind pulsierende gelbe Überriesen, deren Lichtwechsel durch abwechselnd flache und tiefe Minima bei runden Maxima charakterisiert wird. Sie bilden eine Unterklasse der Typ-II-Cepheiden.

## Eigenschaften

### Spektrum
Die Spektralklasse variiert von F oder G im Maximum bis K oder M im Minimum bei Änderungen der Radialgeschwindigkeit von 10 bis 50 km/s. Dies ist charakteristisch für pulsationsveränderliche Sterne. In den Spektren der RV Tauri-Sterne wurden Schockwellen in den Überriesenatmosphären nachgewiesen, die zu einem diskontinuierlichen Verlauf der Radialgeschwindigkeiten führen. Die Anwesenheit von Balmerlinien in Emission, die typisch für frühe Sterne sind, und die für späte Sterne typischen Titanoxid-Banden in Absorption machen eine Bestimmung von Temperatur und Leuchtkraft schwierig.
Spektrografisch sind die RV Tauri-Sterne in drei Klassen eingeteilt worden:
- Klasse RVA: Spektraltyp G–K mit starken Absorptionslinien sowie CN- und CH-Bändern.
- Klasse RVB: RVB-Sterne sind wärmer als die Vertreter der Klasse RVA mit ausgeprägten CN- und CH-Bändern.
- Klasse RVC: RVC-Sterne zeigen sehr schwache Absorptionslinien.

Es besteht kein Zusammenhang zwischen der Klassifikation nach dem Lichtwechsel und der Einteilung nach dem Spektrum.
Im Infraroten kann bei vielen RV Tauri-Sternen eine Staubhülle nachgewiesen werden. Der aus der IR-Emission abgeschätzte Massenverlust durch Sternwind liegt in der Größenordnung von {\displaystyle 10^{-6}} Sonnenmassen pro Jahr.

### Lichtwechsel
Die Periode des Lichtwechsels von RV Tauri-Sternen wird von einem tiefen Minimum zum nächsten tiefen Minimum gemessen und beträgt zwischen 30 und 150 Tagen. Die Amplitude kann bis zu 4 mag erreichen. Anhand der Lichtkurve erfolgt eine Unterteilung in zwei Untergruppen:
- RVa: Abwechselnd flache und tiefe Minima bei einem konstanten Helligkeitsniveau
- RVb: Den Minima ist ein langperiodischer Lichtwechsel, häufig in Form einer Welle, mit einer Zykluslänge von 600 bis 1500 Tagen überlagert.

Die Helligkeitsänderungen sind halbregelmäßig. Eine definierte Periode ist immer vorhanden, aber die Form der Lichtkurve unterliegt in jedem Zyklus Änderungen.

#### Ursache des Lichtwechsels
Der Lichtwechsel ist entweder eine Folge einer 2:1-Bahnresonanz. Dabei ist die erste Oberschwingung nur halb so lang wie Grundschwingung, die den Zeitraum zwischen zwei tiefen Minima überspannt. Nach der zweiten Hypothese zeigen RV Tauri-Sterne niedrigdimensionales Chaos.

### Vorkommen in Sternkatalogen
Der General Catalogue of Variable Stars listet aktuell etwa 100 Sterne mit dem Kürzel RV, RVA oder RVB, womit lediglich etwa 0,2 % aller Sterne in diesem Katalog zur Klasse der RV Tauri-Sterne gezählt werden.

## Entwicklungsstatus

Die Entwicklungssequenz eines Sterns mit einer solaren Masse im Hertzsprung-Russell-Diagramm

RV Tauri-Sterne sind alte und seltene Sterne. Sie zeigen einen Infrarotexzess, bedingt von einem starken Sternwind auf dem asymptotischen Riesenast (AGB). Entweder sind sie nach einem Helium-Blitz kurzfristig vom AGB auf einer blauen Schleife, währenddessen sie den Instabilitätsstreifen kreuzen, oder verwandeln sich nach dem Ende der AGB-Phase von einem Roten Riesen in einen Weißen Zwerg. Beide Stadien wären astronomisch gesehen kurz und daher wurde versucht, Periodenänderungen in RV Tauri-Sternen zu finden, um die Geschwindigkeit und Richtung der Entwicklung zu messen. Allerdings entsprechen die beobachteten Periodenänderungen zufälligem Rauschen. Die Massen der RV Tauri-Sterne sind zu ungefähr 0,7 bis einer Sonnenmasse abgeschätzt worden.
Die abgeschätzte Lebensdauer der RV Tauri-Sterne liegt bei ungefähr 200 Jahren berechnet. Allerdings pulsisert z. B. R Scuti seit seiner Entdeckung im Jahre 1793.

## Hypothetische Doppelsternnatur
Der überlagerte Lichtwechsel der RVb-Untergruppe könnte die Folge einer Bedeckung in einem weiten Doppelsternsystem sein. Von dem starken Sternwind des RV Tauri-Sterns hat der Begleiter Material in einem Torus um sich gespeichert und diese Staubscheibe bedeckt periodisch den RV Tauri-Stern. Es ist vermutet worden, dass alle RV Tauri-Sterne in Doppelsternsystemen entstehen.

## Beispiele
- RV Tauri, R Scuti